# Сан Исидро
Сан Исидро (шп. San Isidro) је град у Аргентини у покрајини Буенос Ајрес. Према процени из 2005. у граду је живело 293.808 становника.

## Становништво
Према процени, у граду је 2005. живело 293.808 становника.
| 1980.   | 1991.   | 2001.   |
| ------- | ------- | ------- |
| 289.170 | 299.023 | 291.505 |